# Dante Olivier
Dante Olivier Galindo Alexandre (Recife, 20 de maio de 1996) é um ator, dançarino e criador de conteúdo brasileiro, conhecido por sua presença no TikTok e YouTube.

## Biografia
Dante é um homem trans e compartilha sua jornada de transição e experiências pessoais através de suas plataformas. Dante usa suas redes sociais para discutir temas importantes como identidade de gênero, aceitação, diversidade e visibilidade trans.
Além de seu trabalho como influenciador digital, Dante também aborda questões sociais e culturais, palestrando e participando de eventos.
Tendo realizado cursos de dança, Dante disse, em entrevista à Folha de S.Paulo, que gosta de dançar k-pop. Além de danças, ele faz pinturas e desenhos.
Dante participou da série Chão de Estrelas, de Hilton Lacerda, interpretando Ériko.

## Vida pessoal
Olivier possui diagnóstico de transtorno do déficit de atenção e hiperatividade.
Dante descobriu sua transmasculinidade aos 16 anos, transicionando aos 19.
Bissexual, Dante noivou com Victoria em 2024.